# Maria Antònia de Borbó-Dues Sicílies
Maria Antònia de Borbó-Dues Sicílies, princesa d'Astúries (Caserta 1784 - Palau d'Aranjuez 1806). Princesa de les Dues Sicílies amb l'habitual tractament d'altesa reial dels membres d'aquesta casa sobirana.
Nascuda al Palau de Caserta el dia 14 de desembre de 1784. Filla del rei Ferran I de les Dues Sicílies i de l'arxiduquessa Maria Carolina d'Àustria. Neta del rei Carles III d'Espanya i de la princesa Maria Amàlia de Saxònia per via paterna, era neta per via materna de l'emperador Francesc I, emperador romanogermànic i de l'arxiduquessa Maria Teresa I d'Àustria.
Educada en l'ambient conservador i religiós de la Cort de Nàpols, Maria Antònia mai destecà per la seva bellesa física ni pels seus dots intel·lectuals. Malgrat tot, la seva mare, l'arxiduquessa Maria Carolina d'Àustria, realitzà una brillant política de matrimonis entre les seves filles, casà a la princesa Maria Teresa amb l'emperador Francesc I d'Àustria, a la princesa Lluïsa amb el gran duc Ferran III de Toscana, a la princesa Maria Cristina amb el rei Carles Fèlix I de Sardenya, a la princesa Maria Amèlia amb el rei Lluís Felip I de França i finalment a la princesa Maria Antònia amb el rei Ferran VII d'Espanya.
Maria Antònia es casà a Nàpols per poders el dia 16 d'agost de 1802 i la unió fou confirmada a la Catedral de Barcelona el dia 6 d'octubre del mateix any. Alhora també se celebrà la unió entre el duc de Calàbria i futur rei Francesc I de les Dues Sicílies amb la infanta Maria Isabel d'Espanya, unions que tenien la voluntat d'aproximar les dues branques de la Casa de Borbó.
Maria Antònia esdevingué per matrimoni princesa d'Astúries, en ser el seu espòs hereu al tron espanyol que en aquell moment era ocupat pel rei Carles IV d'Espanya, pare del príncep d'Astúries.
Políticament parlant fou molt activa en favor de la causa del seu marit en contra de la reina Maria Lluïsa i del seu vàlid, Manuel Godoy. Maria Antònia i Maria Lluïsa mai tingueren una relació fàcil, la princesa napolitana de gran caràcter no permeté que la reina entrés en els seus afers privats i aquesta relació personal afectà i enrarí les relacions en el si de la Cort amb una profunda divisió entre el bàndols dels reis i del seu vàlid en contra del que capitanejaven els prínceps d'Astúries.
Malgrat tot, Maria Antònia morí al Palau d'Aranjuez el dia 21 de maig de 1806 com a conseqüència d'una tuberculosi. La parella no tingué fills, tot i que patiren dos avortaments, el 1804 i el 1805.